# اسکیپ اسپنس
اسکیپ اسپنس (انگلیسی: Skip Spence؛ ۱۸ آوریل ۱۹۴۶ – ۱۶ آوریل ۱۹۹۹) یک موسیقی‌دان اهل ایالات متحده آمریکا بود.